# Nicholas Hamilton
Nicholas William Hamilton (ur. 4 maja 2000 w Lismore) – australijski aktor i piosenkarz, znany przede wszystkim z roli Relliana w filmie Captain Fantastic oraz Henry’ego Bowersa w filmach To oraz To – Rozdział 2.

## Życiorys i kariera
Hamilton urodził się w Lismore w Nowej Południowej Walii w Australii jako syn Vicki Atkins i Craiga Hamiltona, a dorastał w Alstonville.

### Film
Hamilton zwrócił na siebie uwagę branży w filmie krótkometrażowym Time z 2013 roku w reżyserii Liama Connora. Zagrał w nim młodego chłopca, który wierzył w podróże w czasie i za tę rolę zdobył nagrodę Tropfest Short Film Award dla najlepszego aktora. Następnie wystąpił w kolejnych filmach krótkometrażowych takich jak: Jackrabbit czy Letter to Annabelle.
Pierwszą rolą Hamiltona w filmie fabularnym była rola syna Nicole Kidman i Joseph Fiennes w australijskim dramacie Strangerland. Na początku 2016 roku dostał gościnną rolę w filmie Wanted obok Rebekki Gibney. Jego pierwszym występem w filmie amerykańskim była rola Relliana w filmie Captain Fantastic z 2016 rok, za którą został nominowany do nagrody dla najlepszego aktora drugoplanowego na Young Artist Award. W 2017 roku wcielił się w Lucasa Hansona w filmowej adaptacji Mrocznej Wieży, a także w rolę Henry’ego Bowersa w filmie To, która przyniosła mu największą popularność. W 2021 roku pojawił się w jednym odcinku serialu Twój Victor.

### Muzyka
W styczniu 2021 roku Hamilton wydał swój debiutancki singiel Different Year. Następnie ukazały się trzy kolejne single piosenkarza: noRoom (duet z Savs), In Line oraz Pretty Young. Ten ostatni stał się tytułowym utworem jego debiutanckiego albumu EP wydanego w 2021 pod tym samym tytułem. W tym albumie został umieszczony też nowy utwór pod tytułem Everything to Lose.

## Życie prywatne
Nicholas Hamilton przeprowadził się ze swojego rodzinnego kraju Australii do Los Angeles w wieku 18 lat w 2019 roku. Ma psa o imieniu Nala.
18 stycznia 2021 roku dokonał publicznie coming outu podczas wywiadu z magazynem Stay Vibrant mówiąc otwarcie że jest gejem.

## Dyskografia

### Single
| Tytuł           | Rok  |
| --------------- | ---- |
| Different Year  | 2021 |
| noRoom (z Savs) | 2021 |
| In Line         | 2021 |
| Pretty Young    | 2021 |
| Alone           | 2023 |
| Spins           | 2023 |

### Albumy
| Tytuł             | Rok  |
| ----------------- | ---- |
| Pretty Young (EP) | 2021 |

## Filmografia

### Film
| Rok  | Tytuł                                | Rola                | Uwagi                |
| ---- | ------------------------------------ | ------------------- | -------------------- |
| 2013 | Time                                 | James               | Film krótkometrażowy |
| 2013 | The Streak                           | Young Dave          | Film krótkometrażowy |
| 2013 | Jackrabbit                           | Jack Warren         | Film krótkometrażowy |
| 2014 | Long Shadows                         | Nathan Sinclair     | Film krótkometrażowy |
| 2014 | Letter to Annabelle                  | Jack                | Film krótkometrażowy |
| 2015 | Strangerland                         | Tom Parker          |                      |
| 2015 | Gifted                               | Joel                | Film krótkometrażowy |
| 2016 | Captain Fantastic                    | Rellian             |                      |
| 2017 | Mroczna Wieża                        | Lucas Hanson        |                      |
| 2017 | To                                   | Henry Bowers        |                      |
| 2019 | Danger Close: The Battle of Long Tan | Private Noel Grimes |                      |
| 2019 | To – Rozdział 2                      | Young Henry Bowers  |                      |
| 2020 | Endless                              | Chris Douglas       |                      |

### Telewizja
| Rok  | Tytuł                   | Rola    | Uwagi                                |
| ---- | ----------------------- | ------- | ------------------------------------ |
| 2013 | Mako: Island of Secrets | Ben     | Odcinek: I Don’t Believe in Mermaids |
| 2016 | Wanted                  | Jamie   | Odcinek: Run Lola Run                |
| 2021 | Twój Victor             | Charlie | Odcinek: Victor’s Day Off            |
| 2021 | Action Royale           | Trilby  |                                      |

## Nagrody i nominacje
| Rok  | Nagroda                           | Kategoria                           | Film              | Wynik     |
| ---- | --------------------------------- | ----------------------------------- | ----------------- | --------- |
| 2013 | Tropfest Short Film Award         | Najlepszy aktor                     | Time              | Wygrana   |
| 2017 | Nagroda Gildii Aktorów Ekranowych | Znakomita wydajność obsady w filmie | Captain Fantastic | Nominacja |
| 2017 | Young Artist Award                | Najlepszy aktor drugoplanowy        | Captain Fantastic | Nominacja |